# Festival des nuits blanches
Pour les articles homonymes, voir Nuit blanche.

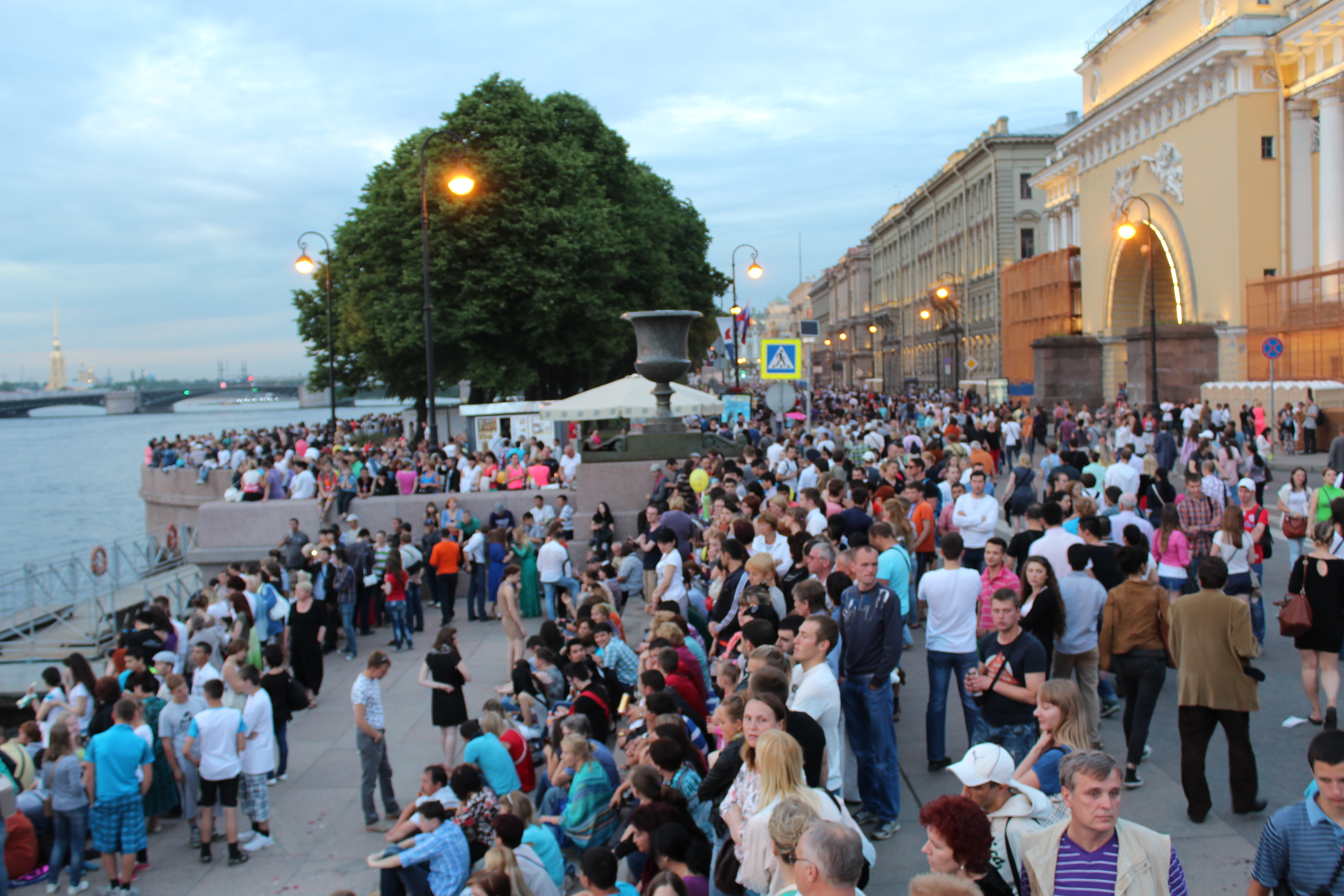
Festival des Nuits Blanches.

Le festival des nuits blanches (en russe : Бе́лые но́чи) est une manifestation artistique qui se déroule chaque année à Saint-Pétersbourg en Russie lors du jour polaire. Le nom s'inspire de l'expression française nuit blanche. 
Le premier festival musical international étoiles des nuits blanches (en russe : Звёзды белых ночей) a eu lieu en 1992. 